# Ha-Karmel

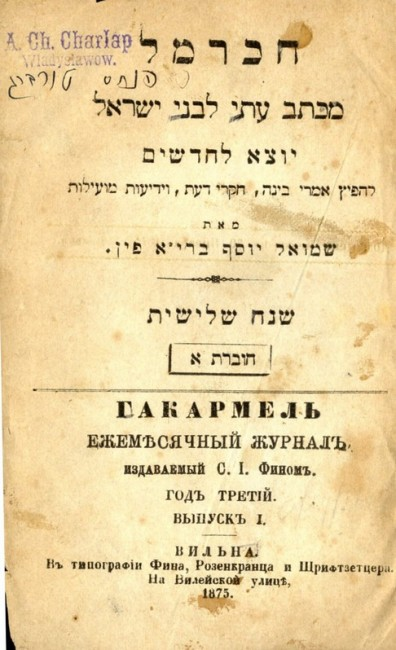
HaKarmel

Ha-Karmel (hebräisch הַכַּרְמֶל ‚Der Karmel‘) war eine hebräische Zeitschrift der jüdischen Aufklärung (Haskala) im nordwestlichen Teil des Russischen Kaiserreichs (Litauen) im 19. Jahrhundert, die 1860–1880 in Wilna (Vilnius) erschien.

## Geschichte
Von 1860 bis 1870 war sie eine Wochenzeitschrift, ab 1871 eine Monatszeitschrift. Von 1860 bis 1863 veröffentlichte sie eine russische Ausgabe. In den Jahren 1860–1870 erschienen acht Bände (je 50 Ausgaben), in den Jahren 1871–1880 vier Bände (je 12 Ausgaben). Herausgeber und Redakteur war Samuel Joseph Fuenn.
Das Blatt wurde „zum Hausblatt des Rabbinerseminars Wilna und zum programmatischen Forum der Maskilim“.